# OTD
OTD (Open the Dorn) — третій студійний альбом музиканта Івана Дорна, представлений 14 квітня 2017 року на власному лейблі Masterskaya.

## Про альбом
Робота над платівкою проходила у другій половині 2016 року у Лос-Анджелесі, де музикант перебував разом із своєю Dornabanda (Сурен Томасян, Євгеній Яременко, Олександр Огнивця і Юрій Грицак). Процес запису альбому було зазнято та викладено на YouTube каналі гурту. 9 березня 2017 року гурт представив сингл «Collaba» та музичне відео на цю композицію. 8 та 9 квітня можна було прослухати 11 композицій альбому у Києві, взявши участь у OTD Quest'і: гурт пропонував відвідати 11 локацій у столиці, послухавши в кожній із них по одній пісні. Тексти пісень альбому Дорну допомагав писати лідер гурту «Димна суміш» та «The Gitas» Саша Чемеров.

## Список композицій
| #   | Назва                 | Тривалість |
| --- | --------------------- | ---------- |
| 1.  | «OTD»                 | 2:48       |
| 2.  | «Groovy S**t»         | 4:59       |
| 3.  | «Collaba»             | 5:57       |
| 4.  | «Goodbye»             | 3:18       |
| 5.  | «Wasted»              | 3:50       |
| 6.  | «African»             | 5:18       |
| 7.  | «Such a Bad Surprise» | 4:01       |
| 8.  | «Beverly»             | 4:58       |
| 9.  | «Preach»              | 4:59       |
| 10. | «Hardbeat»            | 4:27       |
| 11. | «YWFM»                | 5:18       |
| 12. | «Trapped»             | 5:15       |